# ペロブスカイト構造

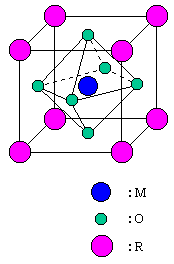
ペロブスカイト構造

ペロブスカイト構造（ペロブスカイトこうぞう）とは、結晶構造の一種である。ペロフスカイト構造とも称される。ペロブスカイト（perovskite、灰チタン石）と同じ結晶構造をペロブスカイト構造と称する。チタン酸バリウム (BaTiO3) など RMO3 の3元系から成る遷移金属酸化物などが、この結晶構造をとる。

## 概要
立方晶系の単位格子をもち、立方晶の各頂点に金属Rが、体心に金属Mがそれぞれ位置し、金属Mを中心として酸素Oが立方晶の各面心に位置する。酸素と金属Mから成る MO6 八面体の向きは、金属Rとの相互作用により容易に歪み、より対称性が低い直方晶（斜方晶）や正方晶に相転移する。この特性により物性は劇的に変化する。対称性の低下によりモット転移し、金属Mのサイトに局在していた価電子がバンドとして広がることが可能となったり、金属Mのサイト同士のスピン間の相互作用による反強磁性秩序が崩れて常磁性に転移したりする。この歪みによる相転移は、温度の上昇による金属Rのイオン半径の増加や、金属Rサイトに不純物原子を導入して制御が可能となる。

## マントル内部のペロブスカイト

地球の構造

原子を稠密に詰め込むことができるため、数十GPaを超える超高圧の環境で非常に一般的な構造である。地球内部の主要な化学組成である MgSiO3 は、地下約660kmから約2,700kmのマントル下部で、ペロブスカイト構造が考えられる。
MgSiO3 を 125GPa で 2,500K の超高圧高温環境下におくと、ポストペロブスカイト構造と呼ばれる、より原子が稠密に詰め込まれた相に転移することが明らかにされた。地下約2,700kmより深いマントル最下層でMgSiO3 は、ポストペロブスカイト構造と考えられる。

## 酸化物高温超伝導体
YBa2Cu3O7-δ や Bi2Sr2Ca2Cu3O10 などの酸化物高温超伝導体はすべてペロブスカイト構造を基礎とした結晶構造を有する。これら酸化物高温超伝導体は共通して以下の特徴を有する。

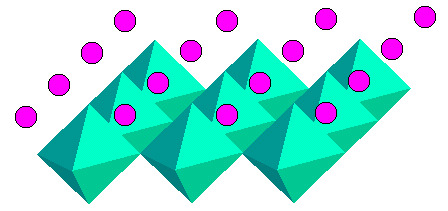
ペロブスカイトの3次元構造

- CuO2 八面体のような銅酸化物が、2次元のシート状に広がっている。
- このシートの上下には、ランタノイド等による伝導をブロックする層があり、銅酸化物層とブロック層が交互に積層する構造を採っている。

図に見られるようにペロブスカイト構造はシート状に並んだ MO2 八面体層と金属Rの層が交互に配置している。この構造による2次元的な電気伝導は、高温超伝導で重要である。

## 利用例
太陽電池ペロブスカイト太陽電池の研究開発が進み、光エネルギーを電気へ変換する効率は、2009年に CH3NH3PbI3 を用いて3.9%であったが、2016年は最大21.0%と従来のシリコン太陽電池に近く注目されている。
白金族金属のリサイクル産出量が僅少な白金族金属を再利用するため、白金族金属含有合金からリサイクルされる。再生は湿式精錬法と乾式精錬法を用い、低い回収率と高い処理費用などが難点とされるが、白金族金属元素をペロブスカイト型酸化物に吸着させて回収が可能とする研究がある。